# Санчес, Альберто
Альбе́рто Са́нчес, нередко просто Альберто (исп. Alberto Sánchez Pérez, 8 апреля 1895, Толедо — 12 октября 1962, Москва) — испанский художник и скульптор.

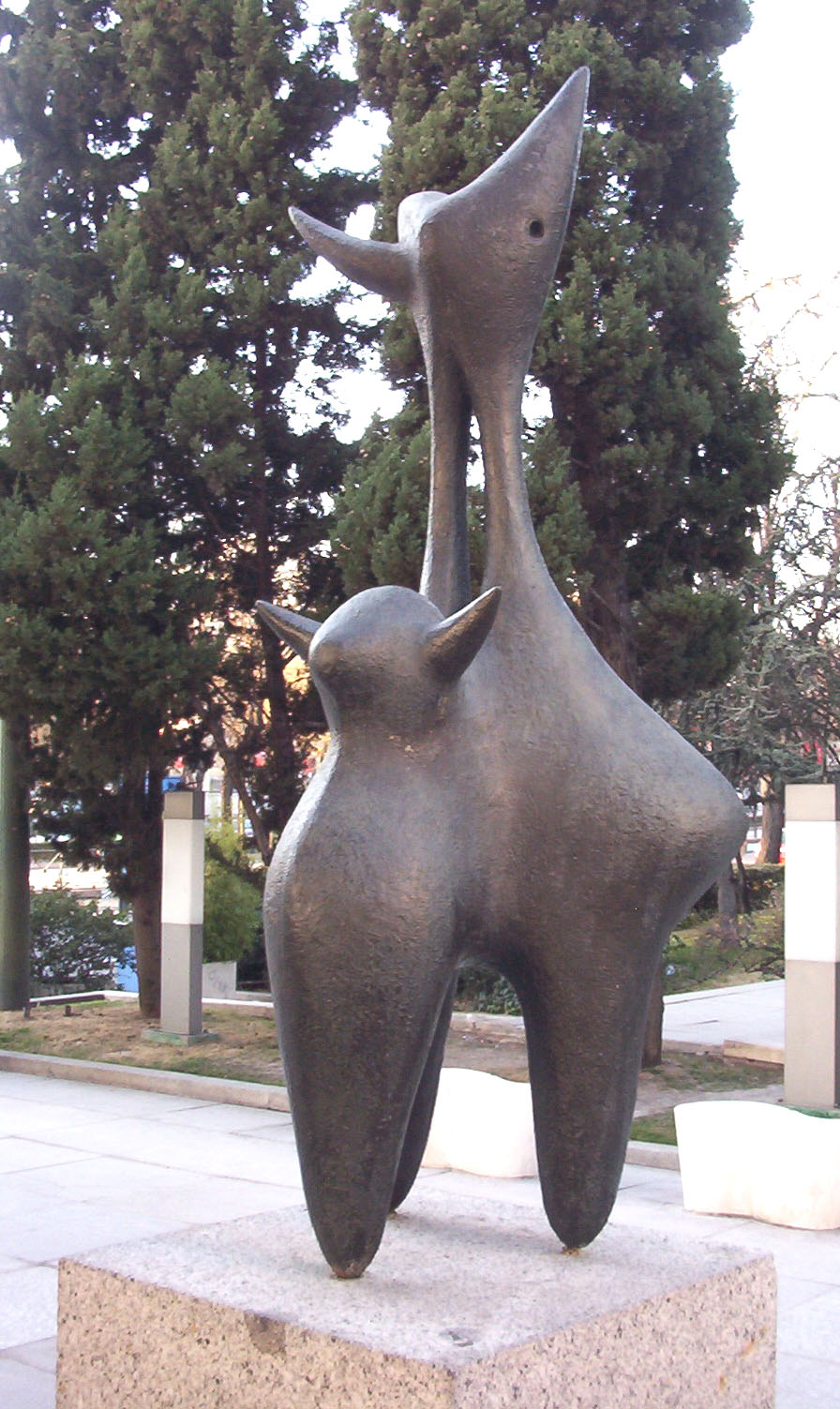
Альберто Санчес. Иберийские быки, Мадрид

## Биография

### Испанский период

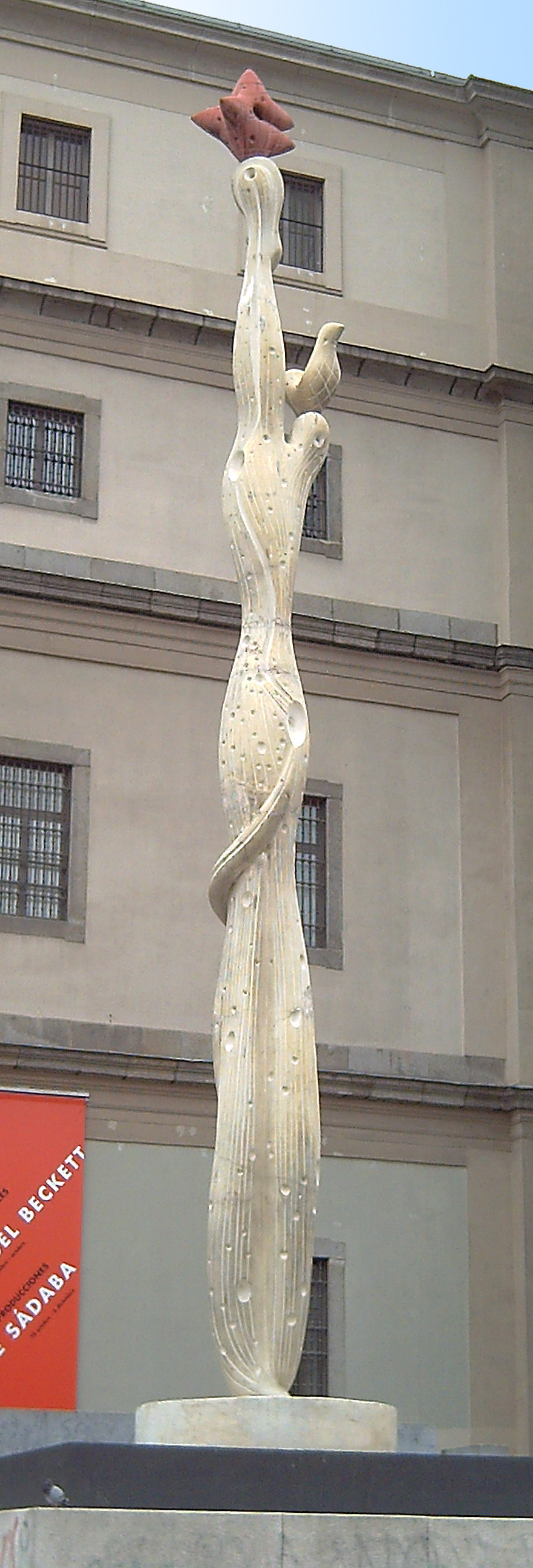
Альберто Санчес. Путь испанского народа, ведущий к звезде, копия работы 1937 года, Центр искусств королевы Софии, (Centro de Arte Reina Sofia, сокращённо MNCARS), Мадрид

Второй из шести сыновей пекаря и служанки. Раннее творчество отмечено влиянием кубизма. В 1927 году вместе с Бенхамином Паленсией основал художественную группу Школа Вальекас, к ней была близка Маруха Мальо. Изготовлял декорации для театра Лорки Ла Баррака. Выставлялся вместе с Пикассо в павильоне Испанской республики на Международной выставке в Париже (1937), состоявшейся в разгар Гражданской войны в Испании. У входа в испанский павильон посетителей встречала его скульптура Путь испанского народа, ведущий к звезде.

### Советский период
С сентября 1938 жил в СССР. Оформил спектакль Чертов мост А. Н.Толстого в постановке А.Таирова (1939). В 1941—1943 был эвакуирован с семьей в Башкирию. Позднее работал над декорациями к фильму Г.Козинцева «Дон Кихот» (1957). Оформлял постановки Цыганского театра в Москве (Чудесная башмачница и Кровавая свадьба Лорки), сотрудничал с театром Станиславского, театром Маяковского и др. В 1959 состоялась выставка его сценографических работ.
Похоронен на Введенском кладбище.

### Признание
В 2002 году к 40-летию смерти художника состоялась его большая монографическая выставка в толедском музее Санта-Крус.